# 1389 Onnie
Onnie (asteróide 1389) é um asteróide da cintura principal, a 2,8306871 UA. Possui uma excentricidade de 0,0130137 e um período orbital de 1 774,04 dias (4,86 anos).
Onnie tem uma velocidade orbital média de 17,58743051 km/s e uma inclinação de 2,04283º.
Esse asteróide foi descoberto em 28 de Setembro de 1935 por Hendrik van Gent.